# Rhamnapoderus ahansis
Rhamnapoderus ahansis es una especie de coleóptero de la familia Attelabidae.

## Distribución geográfica
Habita en Botsuana.